# Cryptomonas
Cryptomonas ist die namengebende Gattung der Cryptophyceen. Wie bei allen Plastiden enthaltenden Cryptophyceen handelt es sich um einzellige mit zwei Geißeln ausgestattete und nur mit einem Lichtmikroskop erkennbare Algen. Die Zellen sind durch das Xanthophyll Alloxanthin hell-, oliv- bis dunkelbraun gefärbt. Cryptomonas-Arten können neben den begeißelten Stadien auch Palmellen und Cysten bilden. Palmellen sind Klumpen aus Schleim mit darin eingebetteten begeißelten Zellen. Es wird vermutet, dass Palmellen als Schutz vor räuberischem Zooplankton dienen. Cysten sind abgerundete und unbewegliche durch eine starke Zellwand geschützte Dauerstadien, die dazu dienen, unter ungünstigen Umweltbedingungen zu überleben.
Die Gattung scheint als einzige Cryptophyceen-Gattung in ihrem Vorkommen auf Süßgewässer beschränkt zu sein. Cryptomonas-Arten sind in nahezu allen Seen präsent. Als Schwachlichtspezialisten bilden Cryptomonas-Arten häufig in tieferen Schichten in Nähe der Chemokline oder auch im Winter unter dem Eis dichte Populationen.

## Systematik vonCryptomonas
Der Gattungsname wurde 1831 von Christian Gottfried Ehrenberg eingeführt. Seitdem wurden weit über 100 Cryptomonas-Arten anhand von lichtmikroskopisch erkennbaren Merkmalen beschrieben. Da sich die als gattungsspezifisch angesehenen Merkmale mehrfach änderten, befanden sich darunter auch marine Cryptomonas-Arten.
Mit Einführung elektronenmikroskopischer Methoden wurden Unterschiede in der Ultrastruktur der Zellen herangezogen, um die Definition der Gattung enger zu fassen. Seitdem galten die folgenden Merkmale als gattungsspezifisch:  polygonale Periplastenplatten auf der Innenseite der Plasmamembran und fibrilläres Material auf der Außenseite, eine nach hinten gerichtete mikrotubuläre Geißelwurzel (Rhizostyl) ohne Lamellen-artige Fortsätze, eine Zelleinstülpung in Form eines hinten geschlossenen Sackes mit einer schlitzförmigen Öffnung vorne (Kombination aus Schlund und Furche) und einem Phycoerythrin mit einem Absorptionsmaximum bei 566 nm als Lichtsammelkomplex.
Heute werden nur noch jene Arten zur Gattung gezählt, deren Zugehörigkeit zu Cryptomonas in molekular-phylogenetischen Analysen bestätigt wurde. Bei kombinierten Untersuchungen von Morphologie und Phylogenie anhand von klonalen Kulturen wurden Belege für einen Lebenszyklus mit zwei verschiedenen Zellformen gefunden. Bis zu diesem Zeitpunkt galt Proteomonas als die einzige dimorphe Cryptophyceen-Gattung. Der alternative Zelltyp in den dimorphen Cryptomonas-Kulturen entsprach in der Morphologie der 1991 beschriebenen Süßwassergattung Campylomonas (morphologische Unterschiede zu Cryptomonas: innere Periplastenkomponente aus einem durchgehenden Blatt und ein langes mit Lamellen ausgestattetes Rhizostyl). Dies zeigte, dass Campylomonas keine eigenständige Gattung, sondern ein Stadium im Lebenszyklus von Cryptomonas ist. Außerdem konnte belegt werden, dass die Gattung Chilomonas, die sich von Campylomonas nur durch farblose Plastiden unterschied, sich aus photosynthetischen Cryptomonas-Arten entwickelt hatte. Die Gattungen Campylomonas und Chilomonas  wurden daher zu Synonymen der Gattung Cryptomonas erklärt. Der Dimorphismus lässt vermuten, dass es bei Cryptomonas biologische Arten mit geschlechtlicher Fortpflanzung geben könnte.

### Cryptomonas-Arten
Da es zu Zeiten von C. G. Ehrenberg noch keine Nomenklatur-Codes (ICBN, ICZN) gab, in denen Regeln zur gültigen Beschreibung von Gattungen und Arten festgelegt waren, hatte Ehrenberg weder bei Beschreibung und Abbildung der ersten vier Cryptomonas-Arten noch später eine Typus-Art definiert. Eine Lektotypisierung nach den Regeln des ICBN, bei der Cryptomonas curvata zur Typus-Art bestimmt wurde, fand erst 120 Jahre später statt.
Bei umfangreichen lichtmikroskopischen Untersuchungen an klonalen Kulturen stellte bereits Ernst Georg Pringsheim fest, dass es aufgrund von fehlenden eindeutigen morphologischen Merkmalen praktisch unmöglich ist, Cryptomonas-Arten sicher voneinander zu unterscheiden. Pringsheims Beobachtungen konnten in einer späteren Arbeit bestätigt werden. Es gibt nur wenige Arten, die anhand von morphologischen Merkmalen eindeutig erkennbar sind, die meisten sind kryptische Arten. Daher wurden Cryptomonas-Arten in zwei Revisionen mit Hilfe von molekular-phylogenetischen Stammbäumen und mit DNA-Sequenzen als diagnostischen Merkmalen neu beschrieben oder emendiert. Zu den lichtmikroskopisch erkennbaren Arten gehören die campylomorphen Zelltypen von Cryptomonas curvata, C. pyrenoidifera und C. gyropyrenoidosa und die cryptomorphen Zelltypen von C. ovata und C. tetrapyrenoidosa.